# 미초 아센
미초 아센(불가리아어: Мицо Асен)은 1256년에서 1257년까지 불가리아의 차르였다.

## 생애
미초 아센은 이반 아센 2세의 딸 마리아와 결혼한 덕에 제위에 오를 수 있었다. 그의 생년은 알려지지 않았고, 조상도 불분명하나 비잔티움의 자료에 묘사된 그의 이름(공식 자료에 언급되면 '미하일'의 약칭은 아님)과 경력은 로스티슬라프 미하일로비치의 아들 미하일과 동일시하거나 체르니고프 가문의 다른 인물로 추정이 가능하다. 그의 계승자인 콘스탄틴 티흐와 마찬가지로 그는 '아센'이라는 이름을 사용하였다.
그는 1256년 그의 아내의 사촌인 칼리만 아센 2세를 죽인 후 황제가 되었다. 비록 그는 터르노보와 프레슬라프에서 지지를 얻긴 하였으나, 많은 지방 귀족들의 반발에 부딪혔다. 니케아 제국의 테오도로스 2세와의 전투에서 패한 후, 그는 평민들의 지지도 상실했다.
귀족들이 콘스탄틴 티흐를 황제로 추대하자 1257년 미초와 그의 가족들은 터르노보를 떠나 프레슬라프와 메셈브리아를 거점으로 저항하였다. 그는 비잔티움 제국으로 망명하면서 미카일 8세에게 메셈브리아와 인근 지역을 바쳤다. 그는 트로아드 지역의 땅을 받았고, 그곳에서 그의 가족들과 살았다. 그가 죽은 년도는 알려져 있지 않으나, 그의 아들 이반 아센 3세가 비잔티움 제국의 미카일 8세의 지원으로 불가리아 제위를 주장하는 1278년 이전에 사망한 것으로 보인다.

## 가족
그는 이반 아센 2세의 딸 마리아와 결혼하여 두명의 알려진 자녀가 있다.
1. 이반 아센 3세, 1279년에서 1280년까지 불가리아 황제.
2. 키라 마리아, 게오르기 테르테르 1세와 결혼함.

## 참고 문헌
- John V.A. Fine, Jr., The Late Medieval Balkans, Ann Arbor, 1987.

| 전임 칼리만 아센 2세 | 제2차 불가리아 제국의 차르 1256년 ~ 1257년 | 후임 콘스탄틴 1세 |